# Passirano
Passirano är en ort och kommun i provinsen Brescia i regionen Lombardiet i Italien. Kommunen hade 7 068 invånare (2018).